# Le più belle canzoni dei Ricchi e Poveri
Le più belle canzoni dei Ricchi e Poveri è una raccolta dell'omonimo gruppo vocale, pubblicata nel 2006 dalla Warner Bros. Records.
Il disco presenta 13 brani in versione originale facenti parte del repertorio della band nel periodo 1972 - 1978, anni in cui i membri erano quattro. Tra queste canzoni compaiono le sanremesi Un diadema di ciliegie del 1972 e Dolce frutto del 1973; la sigla di chiusura del programma Rischiatutto del 1972 dal titolo Una musica; le sigle finali dello show Tante scuse, Non pensarci più del 1974 e Coriandoli su di noi del 1975; Pomeriggio d'estate e Povera bimba, brani che i Ricchi e Poveri portano a Un disco per l'estate rispettivamente nel 1972 e nel 1974; Penso sorrido e canto, seconda classificata a Canzonissima nel 1973; e Questo amore, che il gruppo presenta all'Eurovision Song Contest nel 1978.
I brani Non pensarci più, Coriandoli su di noi e Povera bimba non erano mai stati incisi su un long-playing in precedenza.

## Tracce
1. Un diadema di ciliegie – 4:06
2. Una musica – 3:11
3. Pomeriggio d'estate – 3:15
4. Dolce frutto – 3:31
5. Penso sorrido e canto – 3:24
6. Grazie mille – 2:50
7. Piccolo amore mio – 3:50
8. Non pensarci più – 3:48
9. Povera bimba – 3:46
10. Coriandoli su di noi – 3:34
11. Il mio canto – 3:19
12. Ma se ghe pensu – 4:35
13. Questo amore – 4:18